# Nagroda im. Ludmiły Bułdakowej
Nagroda im. Ludmiły Bułdakowej - nagroda przyznawana przez dziennik sportowy Sport-Exspress dla najlepszej ligowej zawodniczki sezonu rosyjskiej Superligi. Nagroda została ustanowiona dla uczczenia pamięci reprezentantki ZSRR w siatkówce, Ludmiły Bułdakowej, który zmarła 8 listopada 2006 r. w wieku 68 lat. W głosowaniu biorą udział trenerzy wszystkich zespołów występujących w Superlidze po zakończeniu sezonu. Wymieniają oni nazwiska trzech zawodniczek, które według nich prezentowały się najlepiej podczas rozgrywek.

## Laureatki[1]
| Sezon   | Laureatka          |
| 2006/07 | Lubow Jagodina     |
| 2007/08 | Lubow Szaszkowa    |
| 2008/09 | Jewgienija Estes   |
| 2009/10 | Tatiana Koszelewa  |
| 2010/11 | Jekatierina Gamowa |
| 2011/12 | Angelina Grün      |
| 2012/13 | Jekatierina Gamowa |
| 2013/14 | Jekatierina Gamowa |